# Zandra Flyg
Zandra Flyg (Estocolmo, 31 de enero de 1988) es una deportista sueca que compitió en curling. Ganó una medalla de plata en el Campeonato Mundial de Curling Mixto de 2015.

## Palmarés internacional
| Campeonato Mundial Mixto | Campeonato Mundial Mixto | Campeonato Mundial Mixto | Campeonato Mundial Mixto |
| Año                      | Lugar                    | Medalla                  | Prueba                   |
| ------------------------ | ------------------------ | ------------------------ | ------------------------ |
| 2015                     | Berna (Suiza)            | Medalla de plata         | Mixto                    |